# Amit Tamir
Amit Tamir (hebräisch עמית תמיר; * 2. Dezember 1979 in Jerusalem, Israel) ist ein israelischer Basketballspieler. Er ist 2,08 m groß und spielt auf der Spielerposition des Centers.

## Spielerlaufbahn
Tamir debütierte als Profi im Jahre 1998 bei Hapoel in seiner Heimatstadt Jerusalem. Von 2001 bis in das Jahr 2004 absolvierte er ein Studium an der University of California am Campus von Berkeley in den USA und nutzte diese Gelegenheit, um für die Golden Bears der Hochschule in der Pacific-10 Conference der NCAA Division I Basketball zu spielen.
Nach seiner Rückkehr aus der Neuen Welt spielte Tamir zunächst für zwei Jahre in der griechischen Basketball-Liga, in der Saison 2004/05 bei PAOK aus Thessaloniki sowie in der darauffolgenden bei AEK aus Athen. 2006 verließ er zunächst Griechenland und spielte im belgischen Charleroi für TEC Spirou. Ein Jahr später kehrte er bereits nach Griechenland zurück und spielte kurz in Larisa, bevor er noch in 2007 in sein Geburtsland heimkehrte und für Hapoel aus Holon antrat. 2008 folgte bereits der Wechsel zu Ironi nach Aschkelon.
Amit Tamir gehört zum Kader der israelischen Basketballnationalmannschaft.